# Найлегша вага в боксі
Найлегша вага (англ. flyweight)  — вагова категорія у боксі. У професійному боксі в цій категорії виступають боксери від 49 кг (108 фунтів) до 50,8 кг (112 фунтів).

## Чемпіони
Чоловіки
станом на 30 липня 2025 року
| Організація | Дата здобуття   | Чемпіон           | Рекорд       | Захисти |
| ----------- | --------------- | ----------------- | ------------ | ------- |
| WBA         | 30 липня 2025   | Рікардо Сандоваль | 27–2 (18 KO) | 0       |
| WBC         | 30 липня 2025   | Рікардо Сандоваль | 27–2 (18 KO) | 0       |
| IBF         | 29 березня 2025 | Масамічі Ябукі    | 18–4 (17 KO) | 0       |
| WBO         | 20 липня 2024   | Ентоні Оласкуага  | 9–1 (6 КО)   | 2       |

Жінки
Дані станом на листопад 2021.
| Організація | Дата здобуття   | Чемпіон                 | Рекорд          | Захисти |
| ----------- | --------------- | ----------------------- | --------------- | ------- |
| WBA         | 8 квітня 2022   | Марлен Еспарза          | 28-2 (3 KO)     |         |
| WBC         | 19 червня 2021  | Марлен Еспарза          | 28-2 (3 KO)     |         |
| IBF         | 19 грудня 2014  | Леонела Паола Юдіка     | 17-0-3-1 (0 KO) |         |
| WBO         | 19 березня 2022 | Тамара Елізабет Демарко | 10-4 (0 KO)     |         |

## Рейтинги

### The Ring
Станом на 23 листопада 2023.
Легенда:
 Ч  Чинний чемпіон світу за версію журналу The Ring
| Ранг | Ім'я                     | Рекорд (W–L–D)   | Титул(и) |
| ---- | ------------------------ | ---------------- | -------- |
| Ч    | вакантний                |                  |          |
| 1    | Санні Едвардс            | 20–0 (4 KO)      | IBF      |
| 2    | Хуліо Сезар Мартінес     | 20–2-0-2 (15 KO) | WBC      |
| 3    | Артем Далакян            | 22–0 (15 KO)     | WBA      |
| 4    | Джессі Родрігес          | 18–0 (11 КО)     | WBO      |
| 5    | Анхель Аяла              | 17–0 (7 KO)      |          |
| 6    | Давид Хіменес            | 13–1 (10 KO)     |          |
| 7    | Рікардо Рафаель Сандовал | 23–2 (16 KO)     |          |
| 8    | Фелікс Альварадо         | 39–4 (34 KO)     |          |
| 9    | Крістофер Росалес        | 36–6 (22 KO)     |          |
| 10   | Сейґо Юрі Акуї           | 18–2-1 (33 KO)   |          |

#### BoxRec
Станом на 23 листопада 2023.
| Ранг | Ім'я                     | Рекорд (W–L–D) | Титул(и) |
| ---- | ------------------------ | -------------- | -------- |
| 1    | Джессі Родрігес          | 18–0 (11 КО)   | WBO      |
| 2    | Санні Едвардс            | 20–0 (4 KO)    | IBF      |
| 3    | Артем Далакян            | 22–0 (15 KO)   | WBA      |
| 4    | Анхель Аяла              | 17–0 (7 KO)    |          |
| 5    | Фелікс Альварадо         | 39–4 (34 KO)   |          |
| 6    | Давид Хіменес            | 13–1 (10 KO)   |          |
| 7    | Таку Кувахара            | 13–1 (8 KO)    |          |
| 8    | Ентоні Оласкуага         | 6–1 (4 KO)     |          |
| 9    | Кіогуті Хірото           | 18–1 (12 KO)   |          |
| 10   | Рікардо Рафаель Сандовал | 23–2 (16 KO)   |          |

### Найдовші чемпіонські терміни
Нижче наведено список боксерів з найдовшими чемпіонськими термінами у найлегшій вазі. Загальний час кар'єри в якості чемпіона (для багаторазових чемпіонів) не застосовується.
     Чинний чемпіон
станом на 18 листопада 2024 року
|     | Ім'я                  | Чемпіонський термін          | Чемпіонство | Захистів | Переможено суперників | Боїв          |
| --- | --------------------- | ---------------------------- | ----------- | -------- | --------------------- | ------------- |
| 1.  | Омар Нарваес          | 7 років, 10 місяців          | WBO         | 16       | 15                    | [ 5 ]         |
| 2.  | Джиммі Вайлд          | 7 років, 4 місяці, 4 дні     | World       | 3        | 3                     | [ 6 ]         |
| 3.  | Понгсаклек Вончонгкам | 6 років, 4 місяці, 16 днів   | WBC         | 17       | 16                    | [ 7 ]         |
| 4.  | Артем Далакян         | 5 років, 10 місяців, 27 днів | WBA         | 6        | 6                     | [ 8 ]         |
| 5.  | Ірен Пачеко           | 5 років, 8 місяців, 6 днів   | IBF         | 6        | 6                     | [ 9 ]         |
| 6.  | Паскуаль Перес        | 5 років, 4 місяці, 20 днів   | World       | 9        | 9                     | [ 10 ] [ 11 ] |
| 7.  | Юрій Арбачаков        | 5 років, 4 місяці, 19 днів   | WBC         | 9        | 9                     | [ 12 ]        |
| 8.  | Джекі Патерсон        | 4 роки, 9 місяців, 4 дні     | NBA         | 1        | 1                     | [ 13 ]        |
| 9.  | Хуліо Сезар Мартінес  | 4 роки, 5 місяців, 2 дні     | WBC         | 7        | 7                     |               |
| 10. | Мігель Канту          | 4 роки, 2 місяці, 10 днів    | WBC         | 14       | 11                    | [ 14 ]        |
| 11. | Моруті Мталане        | 4 роки, 1 місяць, 23 дні     | IBF         | 4        | 4                     | [ 15 ]        |
| 12. | Сот Чіталада          | 3 роки, 9 місяців, 16 днів   | WBC         | 6        | 5                     | [ 16 ]        |

## Аматорський бокс

### Олімпійські чемпіони
| - 1904: Джордж Фіннеган - 1920: Френкі Дженаро - 1924: Фідель Лабарба - 1928: Анталь Кончиш - 1932: Іштван Енекеш - 1936: Віллі Кайзер - 1948: Паскуаль Перес - 1952: Натан Брукс - 1956: Теренс Спінкс - 1960: Дьюла Терек - 1964: Фернандо Атцорі - 1968: Рікардо Дельгадо - 1972: Георгій Костадінов | - 1976: Лео Рендольф - 1980: Петр Лесов - 1984: Стів Маккрорі - 1988: Кім Гван Сон - 1992: Чхве Чхоль Су - 1996: Маікро Ромеро - 2000: Віджан Понлід - 2004: Юріоркіс Гамбоа - 2008: Сомжит Джонгжохор - 2012: Робейсі Рамірес - 2016: Шахобідін Зоїров - 2020: Галал Яфай - 2024: Хасанбой Дусматов |